# Lutzomyia vexator
Lutzomyia vexator är en tvåvingeart som först beskrevs av Coquillett D. W. 1907.  Lutzomyia vexator ingår i släktet Lutzomyia och familjen fjärilsmyggor. Inga underarter finns listade i Catalogue of Life.